# Prosper Guéranger
Dom Prosper Guéranger (ur. 4 kwietnia 1805 w Sablé-sur-Sarthe, zm. 30 stycznia 1875 w Solesmes) – francuski benedyktyn, Sługa Boży Kościoła katolickiego, odnowiciel zakonu we Francji po kasacie podczas Rewolucji francuskiej, opat klasztoru św. Piotra w Solesmes, jeden z inicjatorów ruchu odnowy liturgicznej.

## Życiorys
W 1837 został mianowany przez papieża Grzegorza XVI opatem klasztoru św. Piotra w Solesmes oraz przełożonym generalnym odnowionej kongregacji benedyktyńskiej we Francji. Następnie wznowił działalność kilku opactw benedyktynów i sióstr benedyktynek - m.in. razem z matką Cécile Bruyère doprowadził do powstania opactwa św. Cecylii w Solesmes.
Publikował wiele artykułów i książek z zakresu liturgiki (ceniony L'Année liturgique, pol. Rok liturgiczny) i historii Kościoła.
Guéranger organizował też w Solesmes rekolekcje zamknięte dla świeckich i duchownych, w których uczestniczyli m.in. Henri Lacordaire i Charles de Montalembert.
Był życzliwy sprawom polskim i utrzymywał kontakty z powstańcami i emigrantami, np. Bogdanem Jańskim, Hieronimem Kajsiewiczem i Piotrem Semenenką.